# Henri Lansbury
Henri Lansbury, född 12 oktober 1990, är en engelsk fotbollsspelare som spelar för Luton Town. Han spelar främst som mittfältare. Han har tidigare spelat för Englands U21-landslag.

## Klubbkarriär

### Arsenal
Lansbury gick 1999 från Norwich City till Arsenal. Lansbury gjorde sin A-lagsdebut den 31 oktober 2007 i en 3–0-vinst över Sheffield United i Ligacupen, där han blev inbytt i den 83:e minuten mot Theo Walcott.
Säsongen 2008/2009 var Lansbury utlånad till Scunthorpe, som då spelade i League One. Säsongen 2009/2010 lånades han ut till Watford och säsongen 2010/2011 ut till Norwich City. 

### Aston Villa
I januari 2017 värvades Lansbury av Aston Villa, där han skrev på ett 4,5-årskontrakt. Den 29 januari 2021 kom Lansbury överens med Aston Villa om att bryta kontraktet.

### Bristol City
Den 29 januari 2021 meddelade Bristol City att de värvat Lansbury på ett korttidskontrakt över resten av säsongen 2020/2021.

### Luton Town
Den 18 juni 2021 värvades Lansbury av Luton Town.